# Priscilla hypsiomoides
Priscilla hypsiomoides là một loài bọ cánh cứng trong họ Cerambycidae.